# Circuito Brasileiro de Voleibol de Praia Feminino Sub-17 de 2019
O Circuito Brasileiro de Voleibol de Praia Sub-17 de 2018, também chamado de Circuito Banco do Brasil de Vôlei de Praia Sub-17  foi a terceira edição da principal competição nacional de Vôlei de Praia na categoria Sub-17 na variante feminina, com apenas uma etapa realizada no período de 4 a 7 de abril de 2019.

## Resultados

### Circuito Sub-17
| Evento                                             | Ouro                                 | Prata                               | Bronze                           | Quarto lugar          |
| Etapa João Pessoa, Paraíba 4 a 7 de abril de 2019. | Maria Clara Carvalhaes Sophia Dantas | Iolanda Terçariol Manuela Cerqueira | Fernanda Troccoli Camila Miranda | Júlia Reis Cléo Horta |